# Casey Jones & the Governors
Casey Jones & the Governors was een Britse beatband uit de jaren 1960.

## Bezetting
- Casey Jones, echte naam Brian Cassar (zang, geb. 21 maart 1936 in Liverpool, overleden 25 december 2022)
- Roger Hook (gitaar)
- Dave Colman (gitaar)
- Jim Redford (bas)
- Peter Richards (drums)

## Geschiedenis
Brian Casser was vooreerst kok, voordat hij in 1959 de band Cass & the Casanovas oprichtte, die vervolgens folk-repertoire ten gehore bracht, maar snel omschakelde naar de meer populaire beat. Na de scheiding van Casser speelden de overgebleven bandleden als trio verder onder de naam The Big Three, met een hardere sound als een van de luidruchtigste bands aan de Mersey. Gitarist Adrian Barber was later toneelmanager in de Hamburgse Star-Club, drummer Johnny Hutchinson hielp af en toe uit bij The Beatles.
Ondertussen werd uit Cass Casey Jones met zijn nieuwe begeleidingsband The Engineers. Tot de bandleden behoorden bij tijden muzikanten als Eric Clapton en Tom McGuinness. Na het einde van deze eveneens kortdurende bezetting lag Cassers muzikale carrière enige tijd stil, omdat hij werd ontdekt voor de televisie en in diverse Maigret-afleveringen voor de camera stond.
Toen de serie was afgelopen, zocht Casser naar nieuwe bandleden. Het daardoor ontstane kwintet kreeg de naam Casey Jones & the Governors en maakte zich binnen een korte periode een uitstekende naam als temperamentvolle beatband. De vijf muzikanten toerden niet alleen succesvol door het Verenigd Koninkrijk, maar ook door Duitsland en vierden in de Hamburgse Star-Club grote successen.
De platencarrière duurde echter niet langer dan een jaar. Later wijzigde de formatie de naam in Gaslight Union en bleef in Duitsland, voordat ze in de vergetelheid raakte. David Christopher John Colman werd redacteur en diskjockey bij de WDR. Casey Jones werkte tijdens medio jaren 1970 als diskjockey in een discotheek in Löhnberg. Tijdens de jaren 1980 en 1990 trad Jones weer op met nieuwe muzikanten. 
Hun bekendste titel Don't Ha Ha is oorspronkelijk afkomstig van Huey Piano Smith, bij hem en zijn 'Clowns' heette het nog Don't You Just Know It. De partyklassieker werd onder andere op het eind van de jaren 1990 gecoverd door Mr. Ed Jumps the Gun en in 2001 door DJ Ötzi.

## Discografie
- 1965: Don't Ha Ha
- 1965: Candy Man
- 1965: Jack The Ripper
- 1965: Yokomo
- 1966: Little Girl
- 1966: Come On And Dance
- ####: Blue Tears